# الدرعية (عبس)

تعديل مصدري - تعديل

الدرعية هي إحدى قرى عزلة بني حسن بمديرية عبس التابعة لمحافظة حجة، بلغ تعداد سكانها 365 نسمة حسب تعداد اليمن لعام 2004.